# Врата ада (фильм, 2000)
«Врата ада» (англ. The Doorway) — американо-ирландский низкобюджетный фильм ужасов с элементами мистического триллера 2000 года режиссёра Майкла Б. Драксмана, снятый в Ирландии на студии Роджера Кормана Concorde Anois.

## Сюжет
Две студенческие пары соглашаются за хорошую плату привести в порядок заброшенный старинный особняк. В процессе своей, с первого взгляда, невинной работы они сталкиваются с чем-то пугающим и непонятным. Смогут ли профессор Ламонт со своей помощницей, ясновидящей Лидией помочь друзьям справиться с кровожадной женщиной-демоном Эвелин, заключенной на протяжении уже нескольких веков в подвале дома и уничтожающей всё живое, что может появиться в этом доме?
Взорам студентов предстаёт обитающая в доме женщина-демон. Перепуганные студенты, забыв про всё, в спешке покидают дом и обращаются за помощью в колледж к профессору Ламонту и его ассистентке — ясновидящей Лидии. Лидия являлась прямым потомком Эвелин. Выясняется, что на этом месте несколько веков назад проводили ритуалы чёрной магии. Впоследствии горожане сжигают колдунов и их последователей и закрывают дом. Новый дом строится на фундаменте старого дома, и подвал остаётся единственным местом, которое связывает демона с домом. Разломав каменную стену в подвале дома, студенты вместе с Ламонтом и Лидией находят останки Эвелин, которая была повешена и замурована в стене, а сам дом впоследствии сожжён. Во время контакта с Эвелин погибает профессор Ламонт. После сожжения останков Эвелин на месте каменной стены появляется огненная бездна, которая начинает поглощать всех любопытных и осмелившихся спустится в подвал дома. С помощью своих сверхъестественных способностей ясновидящая Лидия понимает, как победить зло. Лидия возвращает на место круг-медальон и, пожертвовав собой, закрывает дверь в ад.

## В ролях
| Актёр            | Роль             |
| ---------------- | ---------------- |
| Кристиан Хармони | Рик              |
| Сюзанн Бридэм    | Сьюзан           |
| Дон Мэлоуни      | Оуэн             |
| Лорен Вудленд    | Тэмми            |
| Рой Шайдер       | профессор Ламонт |
| Тереза ДеПрайст  | Лидия / Эвелин   |
| Брендан Мюррэй   | Эбботт           |
| Рикко Се         | Хоскинс          |
| Джо Мойлан       | Чарли            |

## Съёмочная группа
- Режиссёр: Майкл Б. Драксман
- Продюсеры: Джон Брэйди, Роджер Корман, Марта М. Мобли
- Сценарист: Майкл Б. Драксман
- Оператор: Йорам Астрахан
- Композитор: Дерек Глисон[англ.]